# Sainte-Anne (Manitoba)
Pour les articles homonymes, voir Sainte-Anne.
Sainte-Anne (en anglais : Ste. Anne) ou Sainte-Anne-des-Chênes est une ville du Manitoba située à 40 km à l'est de Winnipeg.

## Description
La ville est peuplée d'environ 1 500 habitants, dont 60 % sont francophones.
Ste Anne est traversée par la rivière Seine. La Seine se sépare à la hauteur de Ste Anne en deux bras, son cours d'eau naturel qui s'écoule vers le canal de dérivation de la rivière Rouge, et un canal de dérivation de la rivière Seine qui lui permet de se jeter dans la rivière Rouge.
Sainte-Anne-des-Chênes est la première paroisse fondée au Manitoba, en 1856.
Le village de « Giroux » dépend de la municipalité de Sainte-Anne.

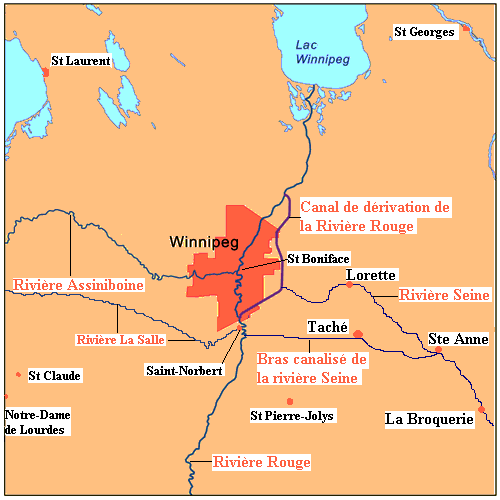
Localisation de Sainte Anne.

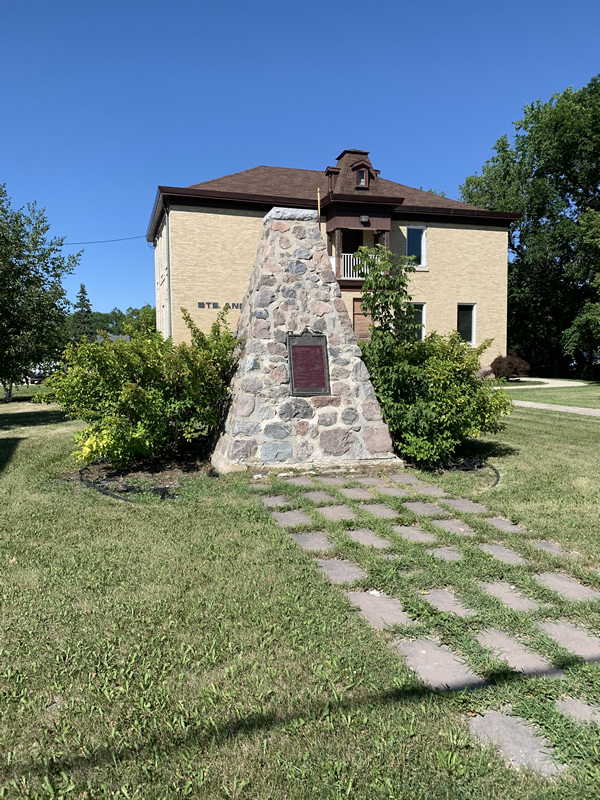
Monument Dawson Road à Ste. Anne, érigée en 1933.

## Démographie
| 2001  | 2006  | 2011  | 2016  |
| ----- | ----- | ----- | ----- |
| 1 513 | 1 534 | 1 626 | 2 114 |

## Personnalités
- Maria Chaput, née le 7 mai 1942 à Sainte-Anne-des-chênes, est la première femme politique canadienne franco-manitobaine sénatrice au Sénat du Canada.
- Raymond Théberge, né aussi à Sainte-Anne, est nommé commissaire aux langues officielles du Canada dès janvier 2018.